# Ljudmila Rogačova
Ljudmila Vasiljevna Rogačova (rusko Людмила Васильевна Рогачёва), ruska atletinja, * 30. oktober 1966, Lad Balka, Sovjetska zveza.
Nastopila je na olimpijskih igrah v letih 1992, 1996 in 2000, leta 1992 je osvojila naslov olimpijske podprvakinje v teku na 1500 m. Na svetovnih prvenstvih je leta 1991 osvojila bronasto medaljo v isti disciplini, na svetovnih dvoranskih prvenstvih naslov prvakinje istega leta, na evropskih prvenstvih naslov prvakinje v isti disciplini in bronasto medaljo v teku na 800 m leta 1994, na evropskih dvoranskih prvenstvih pa srebrno medaljo v teku na 1500 m leta 1994.